# 淳、帕露露的ＯＯ打工!
『淳・Paruru的ＯＯ打工！』為2015年4月15日凌晨（14日深夜）起於富士電視台每週三1:30 - 2:00（日本時間）播出的綜藝節目。由ディップ獨家贊助。

## 摘要
本節目內容為介紹日本全國的「超級可愛打工女子」和「超級帥氣打工男子」、替努力打工的人們聲援。
田村淳與島崎遙香的冠名節目。且為島崎第一個冠名節目、首次擔任節目主持人。

## 演出者
主持人
- 田村淳（倫敦靴子）
- 島崎遙香（AKB48，暱稱為Paruru）

來賓
- 橫山由依（AKB48）（第20集）
- 加藤玲奈（AKB48）（第21集）
- 宮崎美穗（AKB48）（第22集）
- 峯岸南（AKB48）（第23集）
- 綾部祐二（Piece (搞笑組合)）（第24集，以VTR型式參與）（第33、34集）
- 德光和夫  （第32集）
- Pepper  （第40集）

## 播出日・内容
| 集數 | 播出日         | 播出内容 | 備註  |
| ---- | -------------- | --- | ----- |
| 1    | 2015年 4月15日 | 在澀谷的牛排館打工的超級可愛打工女子 在餐館打工的超級帥氣打工男子                                                        |       |
| 2    | 4月22日        | 在下北澤的咖啡酒吧打工的超級可愛打工女子 在千葉市的日式烤雞串店打工的超級帥氣打工男子                                    |       |
| 3    | 4月29日        | 在調布的咖啡廳打工的超級可愛打工女子 在烤肉店打工的超級帥氣打工男子                                                      |       |
| 4    | 5月6日         | 在神奈川縣伊勢原市打工當補習班講師的超級可愛打工女子 在神奈川縣川崎市的相撲火鍋店打工的超級帥氣打工男子                  |       |
| 5    | 5月13日        | 在吉祥寺的Freshness Burgerで打工的超級可愛打工女子 在東京大手町伸展健身房打工的超級帥氣打工男子                          |       |
| 6    | 5月20日        | 在東京晴空塔的「ソラマチ」打工的超級帥氣打工男子 在埼玉縣戶田市的居酒屋打工的超級可愛打工女子                            |       |
| 7    | 5月27日        | 在世田谷的居酒屋打工的超級可愛打工女子 在下北澤的湯咖哩店打工的超級可愛打工女子 在下北澤的用餐酒吧打工的超級帥氣打工男子 |       |
| 8    | 6月3日         | 在東京・池袋咖啡廳打工的20歲超級可愛打工女子 在東京・淺草打工的25歲超級帥氣打工男子                                      | [ 4 ] |
| 9    | 6月10日        | 在蒲田的肯德基打工的超級帥氣打工男子 在澀谷的餐廳打工的超級可愛打工女子                                                  |       |
| 10   | 6月17日        | 在千葉縣的法式餐廳打工的超級可愛打工女子 在六本木的居酒屋打工的超級帥氣打工男子                                          |       |
| 11   | 6月24日        | 在池袋的酒吧工作的超級帥氣打工男子 在品川的咖啡廳&酒吧「プロント」工作的超級可愛打工女子                                 |       |
| 12   | 7月1日         | 在東京都大塚的日式燒肉店打工的超級帥氣打工男子 在神奈川縣川崎市的拉麵店打工的超級可愛打工女子                            |       |
| 13   | 7月8日         | 在東京・國分寺的居酒屋打工的超級帥氣打工男子 在千葉縣松戶的汽車維修工廠打工的超級可愛打工女子                            | [ 5 ] |
| 14   | 7月15日        | 在銀座的義大利餐廳工作的超級帥氣打工男子 在東京都内的清潔公司工作的超級帥氣打工男子                                      |       |
| 15   | 7月22日        | 在埼玉縣桶川市的用餐酒吧打工的超級帥氣打工男子 在千代田區九段下的居酒屋打工的超級可愛打工女子                            |       |
| 16   | 7月29日        | 在銀座的法式餐廳打工的超級帥氣打工男子 在神田神保町的購物網站打工的超級可愛打工女子                                      |       |
| 17   | 8月5日         | 飽嚐烤肉派對之夜特別節目!!                                                                                               |       |
| 18   | 8月12日        | 飽嚐烤肉派對之夜特別節目!!                                                                                               |       |
| 19   | 8月19日        | 在西麻布的腳踏車配送服務公司工作的超級帥氣打工男子 在多摩市的日式燒肉餐廳工作的超級可愛打工女子                          |       |
| 20   | 9月2日         | 在大阪・浪速區的炸串店屋工作的超級帥氣打工男子 在大阪・難波的居酒屋工作的超級可愛打工女子                                | [ 3 ] |
| 21   | 9月9日         | 在銀座的西班牙小酒館工作的超級帥氣打工男子 在新宿的居酒屋工作的超級可愛打工女子                                          | [ 3 ] |
| 22   | 9月16日        | 在四谷的娛樂酒吧(アミューズメントバー)工作的超級帥氣打工男子 在名古屋的庭園式啤酒店工作的超級可愛打工女子                                    | [ 3 ] |
| 23   | 9月23日        | 在神奈川縣的SUKIYA工作的超級帥氣打工男子 在大阪的摩托車店打工的節目史上最年輕的超級可愛打工女子                          | [ 3 ] |
| 24   | 10月14日       | 在埼玉縣川越市的披薩店工作的超級帥氣打工男子 擔任魔術師助手的超級可愛打工女子                                            |       |

### 暫停播出
- 2015年8月26日 - 因為播出「2015年世界柔道錦標賽」。
- 2015年9月30日 - 因為播出「寺門ジモンの取材拒否の店2015秋（日语：取材拒否の店）」。
- 2015年10月7日 - 因為播出「無痛幕後花絮」。

## 音樂
- 片頭曲
  - 初戀的鑰匙（第1集 - 第19集）
  - 戀愛的打工（恋のバイトル）（第20集 - ）
- 片尾曲
  - Green Flash（第1集 - 第6集）
  - 我們不戰鬥（第7集 - 第19集）
  - Halloween Night （第20集 - ）

## 製作人員
- 企畫・監製：秋元康
- 協力：Y&N Brothers Inc.
- 構成：北本かつら（日语：北本かつら）、松本隆一
- 旁白：柳澤三千代
- 宣傳：瀧澤航一郎
- 演出：澤田親宏
- 總製作人：濱野貴敏（日语：濱野貴敏）（富士電視台）
- 製作人：織田実（FCC）
- 協力製作人：夏野亮、南條祐紀
- 助理製作人：吉川美由紀、大友彩奈、水野瑞穂
- 製作協力：FCC
- 製作：富士電視台綜藝節目製作中心
- 製作著作：富士電視台

## 播出電視台
| 播出對像地區 | 電視台       | 系列       | 播出期間        | 播出時間(日本時間)                       | 延遲日數 |
| ------------ | ------------ | ---------- | --------------- | ---------------------------------------- | -------- |
| 關東廣域圈   | 富士電視台   | 富士電視網 | 2015年4月15日 - | 週三 1:30 - 2:00（火曜日 25:30 - 26:00） | 製作局   |
| 福岡縣       | 西日本電視台 | 富士電視網 | 2015年4月16日 - | 週四 1:55 - 2:25（週三 25:55 - 26:25）   | 延遲一天 |
| 近畿廣域圏   | 關西電視台   | 富士電視網 | 2015年4月18日 - | 週六 1:40 - 2:10（週五 25:40 - 26:10）   | 延遲三天 |
| 中京廣域圈   | 東海電視台   | 富士電視網 | 2015年4月19日 - | 週日 1:45 - 2:15（週六 25:45 - 26:15）   | 延遲四天 |

## 註解
1. ↑  . RBB TODAY. 2015-04-14  [2015-05-10]. （原始内容存档于2016-02-22）.
2. ↑  因為要治療氣喘、第20至23集缺席。
3. 1 2 3 4 5 6 7 8  島崎缺席時的代理主持。
4. ↑  第1集介紹的、擔任酒保的超級帥氣打工男子作為嘉賓演出。
5. ↑  第9集介紹的、在肯德基工作的超級帥氣打工男子及店長作為嘉賓演出。

## 外部連結
- 淳・ぱるるの○○バイト!  （页面存档备份，存于）- フジテレビ （页面存档备份，存于）（日語）
- バイトル×『淳・ぱるるの○○バイト! （页面存档备份，存于）』動画チャンネル （页面存档备份，存于）（コラボ・サイト）（日語）